# Thyridanthrax utahensis
Thyridanthrax utahensis är en tvåvingeart som först beskrevs av Maughan 1935.  Thyridanthrax utahensis ingår i släktet Thyridanthrax och familjen svävflugor. Inga underarter finns listade i Catalogue of Life.